# Cochliomyia

Cochliomya é o gênero das moscas, ordem: Diptera, e é conhecida popularmente como mosca-varejeira. Possui desenvolvimento ontogenético de holometabolia, isto é, metamorfose completa, pelas fases de ovo-larva-pupa e adulto. Esse gênero não parasita humanos na sua forma adulta, pois não são hematófagas e possuem um aparelho bucal lambedor-sugador. Enquanto na sua forma larval, possuem aparelho mandibulado (mastigador) , parasitam e se alimentam de tecido vivo, as Cochliomyia hominivorax que são biontófagas, e material necrosado, as Cochliomyia macellaria que são necrobiontófagas, as fêmeas se alimentam de secreções, por exemplo, anais, bucais e nasais, e ao se alimentar dessas secreções fazem as posturas dos ovos, cerca de 300-2500 ovos, mas essa deposição não acontece somente em um hospedeiro. Após a postura, existem três estágios larvais, o primeiro não se alimenta, o segundo se alimenta e o terceiro faz a deposição de excretas, logo após os estágios larvais, essa fase parasitária é conhecida como "bicheira" ou miíase, inicia-se o estágio de pupa, é onde a transformação de larva para a mosca como conhecemos. As consequências desse parasitismo podem ser: anemia, desvalorização do couro, perda de peso, queda de produtividade, infecções, etc.
Fontes bibliográficas:
Monteiro, Silvia Gonzalez. Parasitologia na medicina veterinária / Silvia Gonzalez Monteiro. – 2. ed. – Rio de Janeiro: Roca, 2017.